# 中村剛 (イラストレーター)
中村剛（なかむら つよし、1962年 - ）は、日本の似顔絵イラストレーター、アートディレクター。愛知県西尾市出身。愛知県立一色高等学校、名古屋造形芸術短期大学卒業。
現在、内閣府認証 特定非営利法人 日本似顔絵検定協会 理事 公認似顔絵師。一般財団法人日本似顔絵師協会常務理事。
合同会社 似顔絵倶楽部 代表。
心似顔絵塾 塾長。
栄中日文化センター／ぎふ中日文化センター 講師。

## 作品展（個展）
- 2006年 - 名古屋セントラルパークギャラリーにおいて似顔絵200点を展示
- 2020年 - イオンモール名古屋みなと店において似顔絵作品展開催

## 受賞
- 1980年 - 月刊明星第１回似顔絵大賞 / 「野口五郎」を描いて大賞受賞
- 2007年 - 「NCNミニコンベンションinTOKYO」 ベスト白黒テクニック部門４位入賞
- 2008年 - 週刊朝日・第27回山藤章二の似顔絵塾年間優秀作品賞
- 2009年 - 第1回にいがた国際NIGAOE 準グランプリ受賞
- 2009年 - 第28回週刊朝日似顔絵大賞優秀作品賞

## トピックス
- サンデードラゴンズ（CBCテレビ）において中日ドラゴンズの選手の似顔絵を担当。
- 共同通信社よりワールドカップサッカーなどの企画もの中心に加盟全国50新聞社に配信する記事に掲載される似顔絵を担当。
- MSN Japan総合ポータルサイトにて「ペリー荻野の「スターにクギづけ！ピカッとしてましたTV」の似顔絵を担当。
- 2012年、中日ドラゴンズ公式キャラクター（ドアラ・シャオロン・パオロン）イラスト制作担当。
- 2014年 - 共同通信社よりソチ2014冬季オリンピック 全国新聞社配信用似顔絵を担当。
- 2016年 - 共同通信社よりリオデジャネイロ2016夏季オリンピック 全国新聞社配信用似顔絵を担当。
- 2018年 - 共同通信社より平昌2018冬季オリンピック 全国新聞社配信用似顔絵を担当。
- 2018年 - ＴＶチャンピオン極～ＫＩＷＡＭＩ～【似顔絵職人選手権！】解説者として参加。
- 2021年 - 共同通信社より東京2020夏季オリンピック 全国新聞社配信用似顔絵を担当。
- 2022年 - 共同通信社より北京2022冬季オリンピック 全国新聞社配信用似顔絵を担当。
- 2023年 - 中日ドラゴンズ ファミリーシリーズ2023 似顔絵イラストを担当。